# Côte de la Haute-Levée

La côte de la Haute-Levée est une côte de 3 600 m d'une moyenne de 5,6 % qui se situe dans la ville de Stavelot dans la Province de Liège en Belgique. Elle est présente sur le parcours de la course cycliste Liège-Bastogne-Liège. 

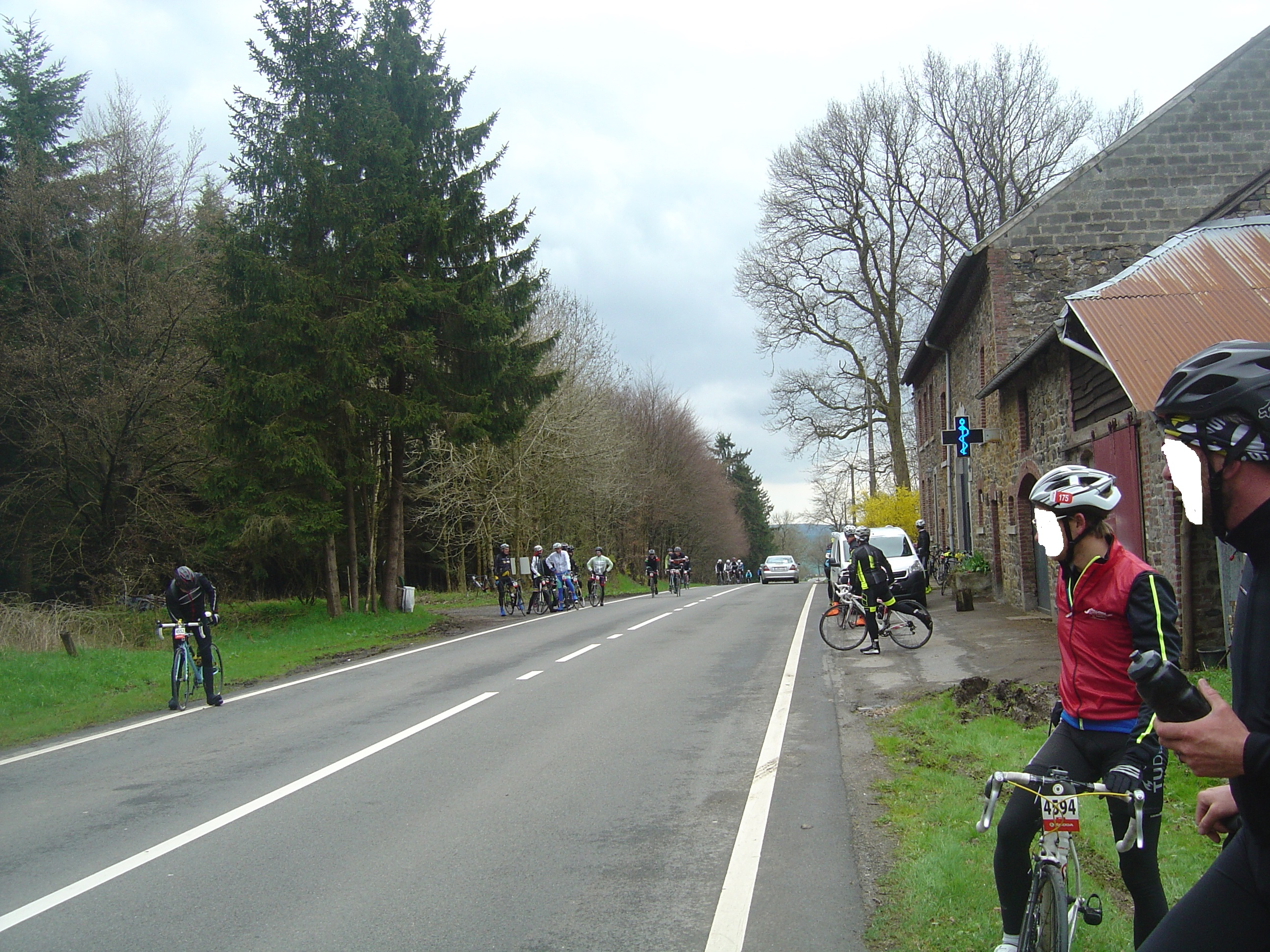
Sommet de la côte de la Haute-Levée sur Liège-Bastogne-Liège Challenge 2016

## Caractéristiques
- Départ : 305 m
- Altitude : 507 m
- Dénivellation : 202 m
- Longueur : 3,6 km
- Pente moyenne : 5,6 %
- Pente maximale : 11 %